# Benjamin Ames
Benjamin Ames, född 30 oktober 1778 i Andover, Massachusetts, död 28 september 1835 i Houlton, Maine, var en amerikansk politiker (demokrat-republikan). Han innehade guvernörsämbetet i Maine från december 1821 till januari 1822.
Ames studerade juridik och inledde 1806 sin karriär som advokat. År 1820 tillträdde han som talman i Maines representanthus. Guvernör William D. Williamson, som hade tillträtt ämbetet i egenskap av talman i Maines senat, avgick i december 1821 och Ames innehade guvernörsämbetet i egenskap av talman i Maines representanthus fram till januari 1822. Daniel Rose tillträdde sedan som ny talman i Maines senat och fick inneha guvernörsämbetet fram till början av Albion K. Parris ordinarie mandatperiod som guvernör.
Efter sin tid som talman i delstatens representanthus tillträdde Ames 1824 som ledamot av delstatens senat. Där valdes han sedan för året 1824 till talman.